# Campeonato Mundial de Atletismo de 2019 - 5000 m masculino

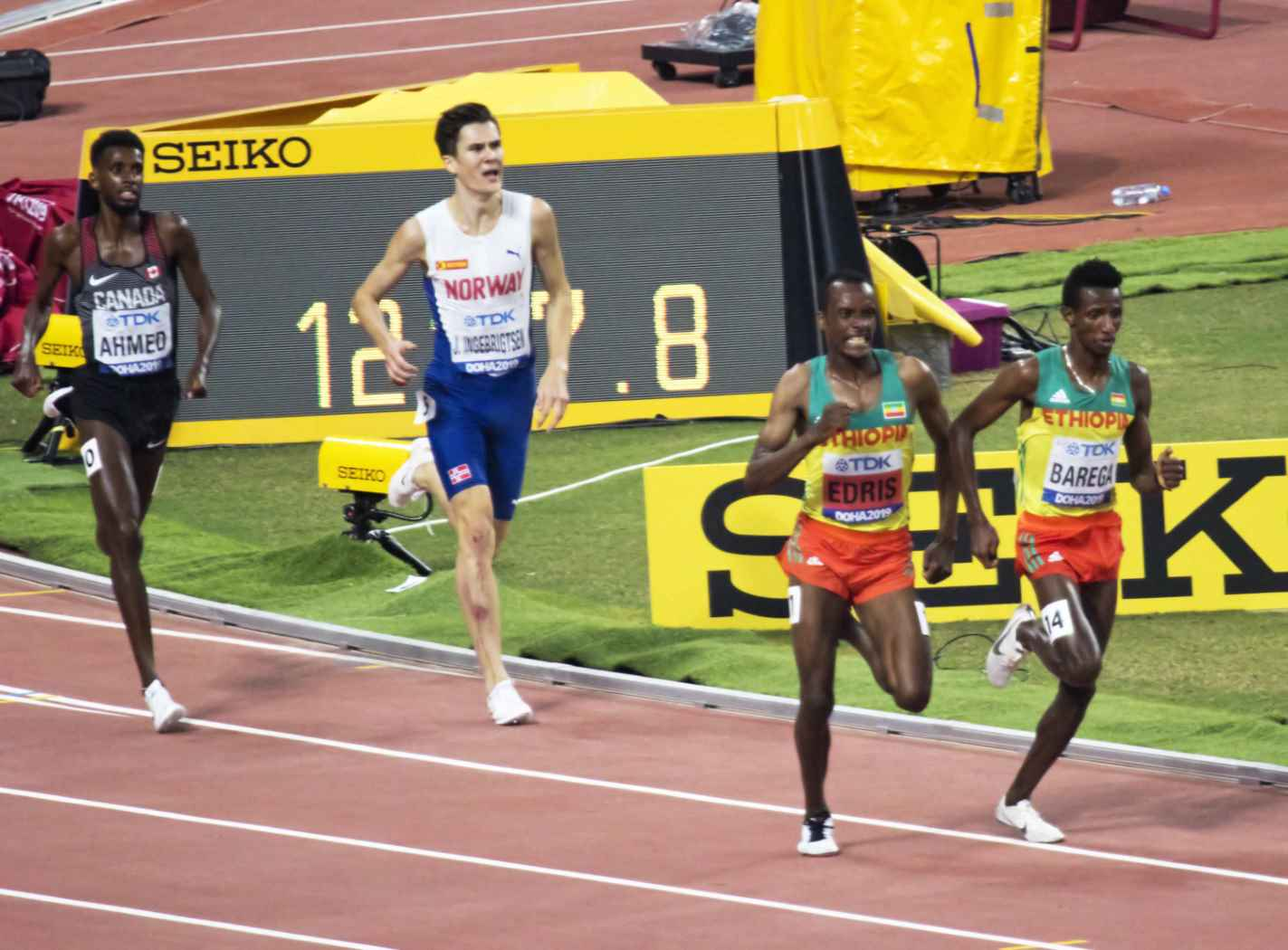
Últimos metros da corrida final dos 5000 metros

A competição dos 5000 metros masculino no Campeonato Mundial de Atletismo de 2019 foi realizada no Estádio Internacional Khalifa, em Doha, no Catar, entre os dias 27 e 30 de setembro.

## Recordes
Antes da competição, os recordes eram os seguintes: 
| Recorde mundial                               | Kenenisa Bekele (ETH)     | 12:37.35 | Hengelo, Países Baixos    | 31 de maio de 2004   |
| Recorde do campeonato                         | Eliud Kipchoge (KEN)      | 12:52.79 | Seine-Saint-Denis, França | 31 de agosto de 2003 |
| Melhor marca do ano                           | Telahun Bekele (ETH)      | 12:52.98 | Roma, Itália              | 6 de junho de 2019   |
| Recorde africano                              | Kenenisa Bekele (ETH)     | 12:37.35 | Hengelo, Países Baixos    | 31 de maio de 2004   |
| Recorde asiático                              | Albert Kibichii Rop (BHR) | 12:51.96 | Mônaco                    | 19 de julho de 2013  |
| Recorde da América do Norte, Central e Caribe | Bernard Lagat (USA)       | 12:53.60 | Mônaco                    | 22 de julho de 2011  |
| Recorde sul-americano                         | Marilson dos Santos (BRA) | 13:19.43 | Kassel, Alemanha          | 8 de junho de 2006   |
| Recorde europeu                               | Mohammed Mourhit (BEL)    | 12:49.71 | Bruxelas, Bélgica         | 25 de agosto de 2000 |
| Recorde da Oceania                            | Craig Mottram (AUS)       | 12:55.76 | Londres. Grã Bretanha     | 30 de julho de 2004  |

## Medalhistas
| Ouro               | Prata                | Bronze               |
| Muktar Edris (ETH) | Selemon Barega (ETH) | Mohammed Ahmed (CAN) |

## Tempo de qualificação
| Tempo de qualificação |
| --------------------- |
| 13:22.50              |

## Calendário
| Data                   | Horário | Fase          |
| ---------------------- | ------- | ------------- |
| 27 de setembro de 2019 | 19:45   | Eliminatórias |
| 30 de setembro de 2019 | 21:20   | Final         |

Todos os horários estão no horário local (UTC+3)

## Resultados

### Eliminatórias
Qualificação: Cinco primeiros de cada bateria (Q) e os cinco melhores tempos (q) das eliminatórias. 
| Pos. | Bateria | Atleta                        | Nacionalidade                | Tempo    | Notas           |
| ---- | ------- | ----------------------------- | ---------------------------- | -------- | --------------- |
| 1    | 2       | Paul Chelimo                  | Estados Unidos               | 13:20.18 | Q               |
| 2    | 2       | Telahun Haile Bekele          | Etiópia                      | 13:20.45 | Q               |
| 3    | 2       | Filip Ingebrigtsen            | Noruega                      | 13:20.52 | Q               |
| 4    | 2       | Stewart McSweyn               | Austrália                    | 13:20.58 | Q               |
| 5    | 2       | Nicholas Kimeli               | Quênia                       | 13:20.82 | Q               |
| 6    | 2       | Isaac Kimeli                  | Bélgica                      | 13:20.99 | q               |
| 7    | 2       | Henrik Ingebrigtsen           | Noruega                      | 13:21.22 | q               |
| 8    | 2       | Hassan Mead                   | Estados Unidos               | 13:22.11 | q,              |
| 9    | 1       | Selemon Barega                | Etiópia                      | 13:24.69 | Q               |
| 10   | 1       | Jacob Krop                    | Quênia                       | 13:24.94 | Q               |
| 11   | 1       | Muktar Edris                  | Etiópia                      | 13:25.00 | Q,              |
| 12   | 1       | Jakob Ingebrigtsen            | Noruega                      | 13:25.20 | Q               |
| 13   | 1       | Mohammed Ahmed                | Canadá                       | 13:25.35 | Q               |
| 14   | 1       | Birhanu Balew                 | Bahrein                      | 13:25.70 | q               |
| 15   | 2       | Justyn Knight                 | Canadá                       | 13:25.95 | q               |
| 16   | 1       | Andrew Butchart               | Grã-Bretanha                 | 13:26.46 |                 |
| 17   | 1       | Morgan McDonald               | Austrália                    | 13:26.80 |                 |
| 18   | 2       | Stephen Kissa                 | Uganda                       | 13:27.36 |                 |
| 19   | 1       | Ben True                      | Estados Unidos               | 13:27.39 |                 |
| 20   | 1       | Patrick Tiernan               | Austrália                    | 13:28.42 |                 |
| 21   | 1       | Yemaneberhan Crippa           | Itália                       | 13:29.08 |                 |
| 22   | 2       | Bouh Ibrahim                  | Djibuti                      | 13:36.39 |                 |
| 23   | 2       | Ben Connor                    | Grã-Bretanha                 | 13:36.92 |                 |
| 24   | 2       | Sam Parsons                   | Alemanha                     | 13:38.53 |                 |
| 25   | 1       | Julien Wanders                | Suíça                        | 13:38.95 |                 |
| 26   | 1       | Robin Hendrix                 | Bélgica                      | 13:39.69 |                 |
| 27   | 2       | Abadi Hadis                   | Etiópia                      | 13:42.89 |                 |
| 28   | 1       | Oscar Chelimo                 | Uganda                       | 13:42.94 |                 |
| 29   | 1       | Marc Scott                    | Grã-Bretanha                 | 13:47.12 |                 |
| 30   | 1       | Richard Ringer                | Alemanha                     | 13:49.20 |                 |
| 31   | 2       | Soufiyan Bouqantar            | Marrocos                     | 14:03.16 |                 |
| 32   | 1       | Jamal Abdelmaji Eisa Mohammed | Equipe de atletas refugiados | 14:15.32 |                 |
| 33   | 1       | Tariq Ahmed Al-Amri           | Arábia Saudita               | 14:21.19 |                 |
| 34   | 2       | Tachlowini Gabriyesos         | Equipe de atletas refugiados | 14:28.11 |                 |
| 35   | 1       | Braima Suncar Dabó            | Guiné-Bissau                 | 18:10.87 | Recorde pessoal |
| 36   | 2       | Gerard Giraldo                | Colômbia                     | DNF      |                 |
| 36   | 2       | Said El Otmani                | Itália                       | DNF      |                 |
| 36   | 2       | Viro Ma                       | Camboja                      | DNF      |                 |
| 39   | 1       | Jonathan Busby                | Aruba                        | DSQ      | 144.3(f)        |

### Final
A final ocorreu dia 30 de setembro às 21:20. 
| Pos.              | Atleta               | Nacionalidade  | Tempo    | Notas                |
| ----------------- | -------------------- | -------------- | -------- | -------------------- |
| Medalha de ouro   | Muktar Edris         | Etiópia        | 12:58.85 | Recorde da temporada |
| Medalha de prata  | Selemon Barega       | Etiópia        | 12:59.70 |                      |
| Medalha de bronze | Mohammed Ahmed       | Canadá         | 13:01.11 |                      |
| 4                 | Telahun Haile Bekele | Etiópia        | 13:02.29 |                      |
| 5                 | Jakob Ingebrigtsen   | Noruega        | 13:02.93 |                      |
| 6                 | Jacob Krop           | Quênia         | 13:03.08 | Recorde pessoal      |
| 7                 | Paul Chelimo         | Estados Unidos | 13:04.60 | Recorde da temporada |
| 8                 | Nicholas Kimeli      | Quênia         | 13:05.27 |                      |
| 9                 | Birhanu Balew        | Bahrein        | 13:14.66 |                      |
| 10                | Justyn Knight        | Canadá         | 13:26.63 |                      |
| 11                | Hassan Mead          | Estados Unidos | 13:27.05 |                      |
| 12                | Stewart McSweyn      | Austrália      | 13:30.41 |                      |
| 13                | Henrik Ingebrigtsen  | Noruega        | 13:36.25 |                      |
| 14                | Isaac Kimeli         | Bélgica        | 13:44.29 |                      |
| 15                | Filip Ingebrigtsen   | Noruega        | DNF      | DNF                  |

Legenda
| Recorde mundial       | Recorde mundial (World record)               |                       | Recorde africano                      | Recorde africano (African) |                                           | Q | Classificado por posição (Qualified) |
| Recorde do campeonato | Recorde do campeonato (Championship record)  | Recorde da América    | Recorde da América (Americas)         | q                          | Classificado por melhor tempo (Qualified) |   |                                      |
| Melhor marca do ano   | Melhor marca do ano (World leading)          | Recorde asiático      | Recorde asiático (Asian)              | DNS                        | Não largou (Did not start)                |   |                                      |
| Recorde nacional      | Recorde nacional (National record)           | Recorde europeu       | Recorde europeu (European)            | DNF                        | Não terminou (Did not finish)             |   |                                      |
| Recorde pessoal       | Recorde pessoal do atleta (Personal best)    | Recorde da Oceania    | Recorde da Oceania (Oceania)          | DSQ / DQ                   | Desclassificado (Disqualified)            |   |                                      |
| Recorde da temporada  | Recorde da temporada do atleta (Season best) | Recorde sul-americano | Recorde sul-americano (South America) | NM                         | Sem marca (No mark)                       |   |                                      |